# 1938 en Allemagne
Chronologie de l’Allemagne
- 1934
- 1935
- 1936
- 1937
- 1938
- 1939
- 1940
- 1941
- 1942

Cet article présente les faits marquants de l'année 1938 en Allemagne.

## Janvier
- 1er janvier : Les médecins juifs sont exclus des caisses d’assurances maladie[1].
- 20 janvier : dissolutions par la Gestapo des organisations des Jeunesses catholiques de Bavière[2].
- 25 janvier : décret relatif à la Schutzhaft permettant à la Gestapo d’envoyer dans des camps toute personne dont les tendances " menacent le peuple et l’État "[3].
- 26 janvier : la Gestapo est chargée par Himmler d’interner les « réfractaires au travail » dans le cadre de l’action Arbeitsscheu Reich[4].

## Février
- 4 février : à la suite de la « crise Blomberg-Fritsch », Adolf Hitler remanie le haut-commandement militaire et prend le commandement de la Reichswehr[5]. Création de l’OKW.
- 5-6 février : Championnat du monde masculin de handball 1938 à Berlin. Il sera remporté par l'Allemagne.
- 18-19 février : Championnats du monde de patinage artistique 1938 à Berlin (épreuves couples et messieurs). Les patineurs allemands Maxi Herber et Ernst Baier remportent la médaille d'or des couples.
- 20 février : discours d’Hitler au Reichstag. Il menace implicitement la Tchécoslovaquie si les Sudètes ne sont pas rattachées au Reich[6].

## Mars
- 12 mars : Anschluss. Hitler proclame l’annexion de l’Autriche à l’Allemagne. L’Autriche est réduite à la condition de simple « marche » du Reich, l’Ostmark, administrée par un statthalter, gouverneur dépendant de Berlin[7].

## Avril
- 26 avril : Décret sur l'enregistrement des biens des Juifs. Ce décret exige que tous les citoyens juifs du Reich allemand enregistrent leurs avoirs en Allemagne et à l'étranger, si leur valeur totale s'élève à plus de 5 000 reichsmarks[8].

## Mai
- 11 mai : loi ordonnant la construction du canal Rhin-Main-Danube[9].
- 26 mai : le chancelier Adolf Hitler la pose la première pierre de l’usine Volkswagen de Wolfsbourg, charger de produire la nouvelle voiture du peuple, qui aura un succès mondial, la « Coccinelle »[10].
- 28 mai : Hitler ordonne aux officiers supérieurs et hauts fonctionnaires de préparer l’attaque de la Tchécoslovaquie[11]. Il ordonne d’intensifier les travaux de construction du Westwall, la ligne Siegfried le long de la frontière occidentale de l’Allemagne.

## Juin
- 1er juin : action Arbeitsscheu Reich en Allemagne[12]. Reinhard Heydrich ordonne à la « Kripo » de rafler les « asociaux » aptes au travail : mendiants, Tziganes, vagabonds, proxénètes, prostitués.

## Juillet
- 3 juillet : Hannover 96 remporte le Championnat d'Allemagne de football 1937-1938 contre le Schalke 04.
- 22 juillet : création d’une carte d’identité spéciale pour les juifs[13].
- 24 juillet : Grand Prix automobile d'Allemagne 1938 sur le Nürburgring. Le britannique Richard Seaman l'emporte sur Mercedes-Benz.

## Août
- 17 août : seconde ordonnance sur la modification des patronymes et des prénoms visant à imposer aux juifs l'octroi de prénoms typiques devant les différencier du reste de la population allemande[14].

## Septembre
- 12 septembre : lors d’un discours aux assises de Nuremberg, Adolf Hitler dit être prêt à annexer les Sudètes[15], ce qui déclenche insurrection en Tchécoslovaquie[16]. Début de la crise des Sudètes.
- 15 septembre : rencontre Adolf Hitler-Neville Chamberlain à Berchtesgaden[16].
- 22-23 septembre : rencontres Hitler-Chamberlain à Bad Godesberg. Hitler réclame l’annexion des Sudètes pour le 1er octobre[17].
- 28-30 septembre : conférence de Munich (accords de Munich) réunissant l’Allemagne, l’Italie, la France, et le Royaume-Uni à la demande de Chamberlain - L’ultimatum du 27 septembre est accepté, officialisant l’abandon des Sudètes (Tchécoslovaquie) à Hitler - La France trahit la Tchécoslovaquie avec laquelle elle avait passé des accords pour garantir ses frontières. Mussolini donne son appui à Hitler, mais espère pouvoir préserver quelque temps l’équilibre européen. Le Premier ministre tchécoslovaque Jan Syrový, qui n’avait même pas été convié, est placé devant le fait accompli[18].Chamberlain, Daladier, Hitler, Mussolini et Ciano lors de la Conférence de Munich.

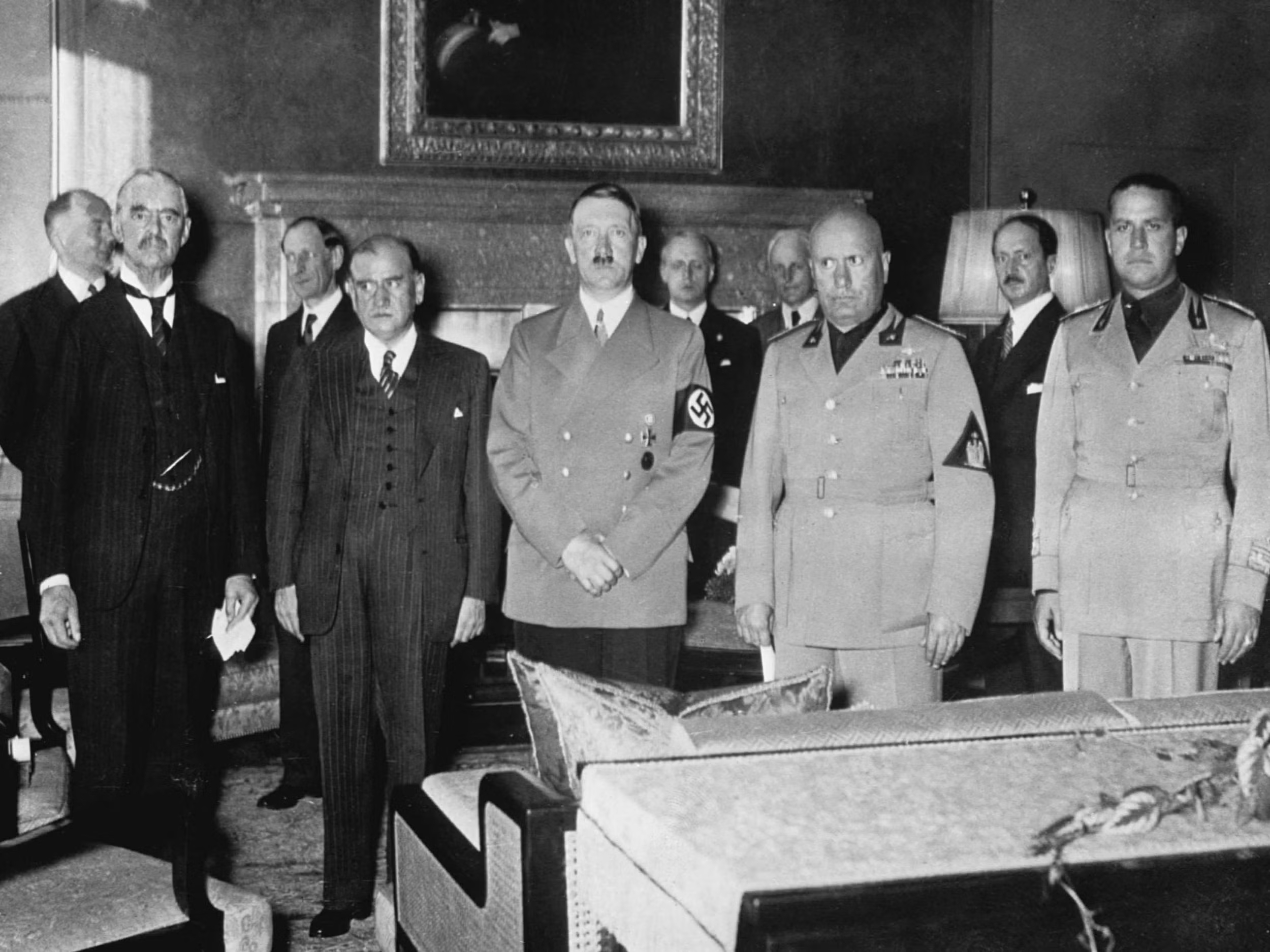
Chamberlain, Daladier, Hitler, Mussolini et Ciano lors de la Conférence de Munich.

## Octobre
- 9 octobre : début de la Coupe d'Allemagne de football 1938.
- 14 octobre : Hermann Göring annonce l’aryanisation des biens juifs et l’internement de ceux-ci en camp de travail[19].
- 27-29 octobre : Polenaktion. Arrestation et expulsion de 17 000 Juifs polonais. Ces déportations, ordonnées par Reinhard Heydrich, officier Schutzstaffel et chef de la Gestapo, provoquent le déplacement forcé de milliers de Juifs à la frontière entre l'Allemagne et la Pologne.

## Novembre
- 9 novembre : Nuit de Cristal. 101 synagogues ont été incendiées, 76 ont été démolies et 7500 commerces juifs sont détruits en Allemagne[19].
- 12 novembre : les Juifs allemands sont contraints de payer un milliard de Reichmarks à titre de dédommagement pour l’assassinat de von Rath, à supporter la réparation des dégâts. Par le « décret sur l’élimination des Juifs de la vie économique », ils sont exclus de toute activité commerciale, des professions libérales, des directions administratives et industrielles et sont expropriés[20].

## Décembre
- 3 décembre : Himmler prend de nouvelles mesures contre les Juifs qui n’ont plus accès aux lieux publics en dehors de certaines heures[20].
- 8 décembre : décret de Heinrich Himmler sur la répression du « fléau tzigane »[21].
- 13 décembre : construction du camp de concentration de Neuengamme près de Hambourg par un kommando venu de Sachsenhausen[22].
- 17 décembre : Otto Hahn découvre à Berlin la fission nucléaire d’uranium ; il s’agit là de l’acte de naissance de l’énergie nucléaire[23].

## Sources et références
1. ↑  Ministère des anciens combattants et victimes de guerre, Délégation à la mémoire et à l'information historique, 1945-1995 : cinquantième anniversaire de la fin des combats en Europe : Paris, 8 mai 1995, 1995
2. ↑  (en) The Persecution of the Catholic Church in the Third Reich : Facts and Documents, Pelican Publishing, 2003 (ISBN 978-1-58980-937-6)
3. ↑  Robert Steegmann, Le Camp de Natzweiler-Struthof, Seuil, 2013, 384 p. (ISBN 978-2-02-111627-4)
4. ↑  État et société en Allemagne sous le IIIe Reich, Pia, coll. « Publications de l'Institut d'Allemand », 1997 (ISBN 978-2-910212-06-3)
5. ↑  Jean-Paul Cahn, Stefan Martens et Bernd Wegner, Le Troisième Reich dans l'historiographie allemande: lieux de pouvoir, rivalités de pouvoirs, Presses universitaires du Septentrion, coll. « Histoire et civilisations », 2013 (ISBN 978-2-7574-0581-9)
6. ↑  Jacques Delarue, Histoire de la Gestapo, Fayard, 1996 (ISBN 978-2-213-65909-1)
7. ↑  Fredéric Clavert, Hjalmar Schacht, financier et diplomate, 1930-1950, P. Lang, coll. « Enjeux internationaux », 2009 (ISBN 978-90-5201-542-2)
8. ↑  (de) « Verordnung über die Anmeldung des Vermögens von Juden – Wikisource », sur de.wikisource.org (consulté le 29 novembre 2023)
9. ↑  R. Schwab et W. Becker, Jahrbuch der Hafenbautechnischen Gesellschaft. 1950/51, 2013 (ISBN 978-3-642-45821-7)
10. ↑  Daniel-Charles Luytens, Les plus étonnantes histoires du IIIe Reich : Les derniers secrets d'Hitler, Staline et Mussolini, 2015 (ISBN 978-2-39009-040-3)
11. ↑  Winston Churchill et François Kersaudy, Mémoires de guerre 1919-1941, 2015 (ISBN 979-10-210-1333-9)
12. ↑  .

État et société en Allemagne sous le IIIe Reich, Pia, coll. « Publications de l'Institut d'Allemand », 1997 (ISBN 978-2-910212-06-3)
13. ↑  Marc-André Charguéraud, La Suisse présumée coupable, 2001 (ISBN 978-2-8251-1613-5)
14. ↑  « 404 - Seite nicht gefunden (www.verfassungen.ch) », sur www.verfassungen.de (consulté le 29 novembre 2023)
15. ↑  Jean-Louis Robert, Le XXe siècle, Bréal, coll. « Histoire contemporaine / sous la dir. de Jean-Louis Robert », 2004 (ISBN 978-2-85394-811-1)
16. 1 2  François Paulhac, Les accords de Munich et les origines de la guerre de 1939, 1988 (ISBN 978-2-7116-4262-5)
17. ↑  Michael Brecher et Jonathan Wilkenfeld, A study of crisis, Univ. of Michigan Pr, 2000 (ISBN 978-0-472-10806-0 et 978-0-472-08707-5)
18. ↑  Alexis Neviaski, Képi blanc, casque d'acier et croix gammée : Subversion au cœur de la Légion étrangère, 2012 (ISBN 978-2-213-66395-1).
19. 1 2  Corinne Chaponnière, Les Quatre coups de la nuit de cristal : L'affaire, 7 novembre 1938 (ISBN 978-2-226-38254-2)
20. 1 2  Jacques Benoist-Méchin, Histoire de l'armée allemande. Le défi, 1939 (ISBN 978-2-226-34218-8)
21. ↑  Yves Ternon, Guerres et génocides au XXe siècle: architectures de la violence de masse, O. Jacob, 2007 (ISBN 978-2-7381-1865-3)
22. ↑  Joël Kotek et Pierre Rigoulot, Le siècle des camps, 2000 (ISBN 978-2-7096-4155-5)
23. ↑  Laurent Tirone, Les Armes secrètes du IIIe Reich : Hitler aurait-il pu gagner la guerre ? (ISBN 978-2-87515-508-5)